# Miguel Ángel Moratinos
Miguel Ángel Moratinos Cuyaubé (født 8. juni 1951 i Madrid) er en spansk jurist, diplomat og politiker, der er medlem af Partido Socialista Obrero Español, som han repræsenterer i Cortes.
Efter studier i jura og politologi arbejdede han fra 1974 til 1979 i det spanske udenrigsministerium som østeuropæisk chef. Han var derefter udstioneret på Spaniens ambassade i Jugoslavien og fra 1984 på ambassaden i Marokko. Fra 1987 til 1991 var han undergeneraldirektør for Nordafrika, og fra 1993 generaldirektør for udenrigspolitik i Afrika og Mellemøsten. I 1996 var han i seks måneder ambassadør i Israel, inden han blev EU's særlige udsending for fredsprocessen i Mellemøsten; en post han besad til 2003.
I 2004 blev han valgt til parlamentet. 20. april samme år udnævnte ministerpræsident José Luis Rodríguez Zapatero ham til udenrigs- og udviklingsminister. Som en af sine første gerninger standstede han Spaniens engagement i Irak-krigen, hvilket udløste en længere diplomatisk krise mellem Spanien og USA. I 2007 var han formand for OSCE i Europa.
Moratinos blev i oktober 2010 blev afløst af Trinidad Jiménez. 